# Județul Brașov (interbelic)
Județul Brașov a fost o unitate administrativă de ordinul întâi din Regatul României, aflată în regiunea istorică Transilvania. Reședința județului era municipiul Brașov.

## Întindere

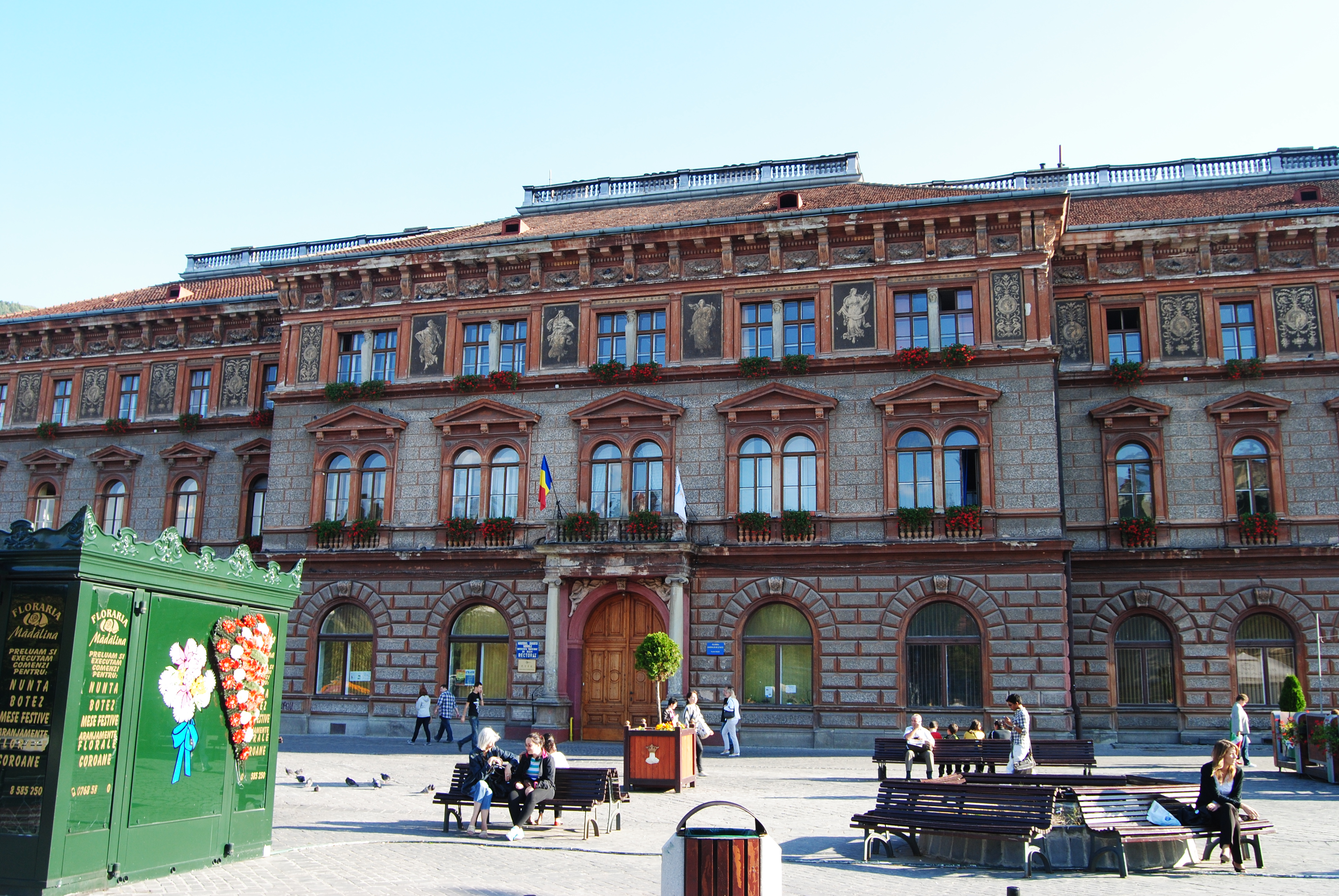
Clădirea Prefecturii județului Brașov din perioada interbelică. Clădirea-monument istoric, construită între anii 1881-1885 și situată pe Bulevardul Eroilor nr. 29, îndeplinește în prezent rolul de rectorat al Universității „Transilvania” din Brașov.

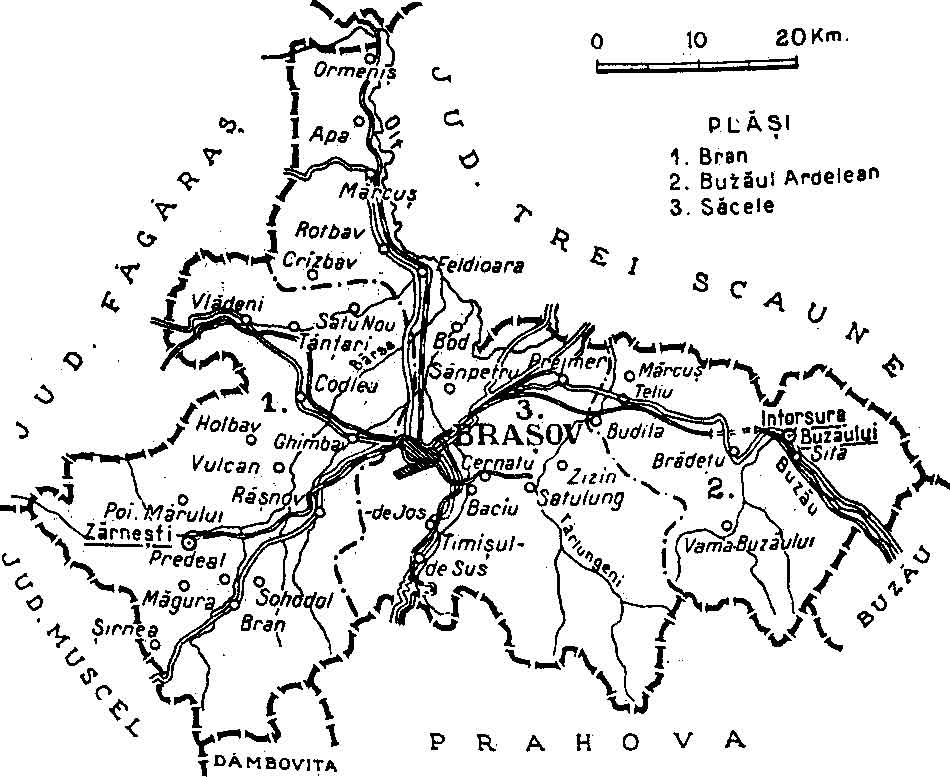
Harta județului, cu dispunerea și denumirea plășilor, în anul 1938.

Județul se afla în partea centrală a României Mari, în sud-estul regiunii Transilvania. El îngloba și vechea Țară a Bârsei.
Până la reforma administrativă din anul 1925, teritoriul județului a corespuns vechiului comitat omonim. Avea o suprafață de 1.491 km². Ulterior, teritoriul său a fost mărit.
Teritoriul lui cuprindea partea estică din actualul județ Brașov și sudul județului Covasna de astăzi. Se învecina la vest cu județele: Târnava Mare ,Făgăraș și Muscel, la est cu județul Trei Scaune, in sud-est cu județul Buzău, iar la sud cu județele Prahova și Dâmbovița.
După Dictatul de la Viena, județul Brașov a primit în componență comunele lăsate României din fostul județ Trei Scaune: Băcel, Doboli de Jos, Lunca Câlnicului, Araci, Ariușd, Arini, Iarăș și Hăghig.

## Organizare
Până la reforma administrativă din 1925, Brașovul era împărțit în trei plăși, 23 de secretariate comunale – cărora le corespundeau 23 de comune rurale – și o comună urbană (Brașov).
1. Plasa Bran (cu reședința la Bran) cu localitățile: Bran, Codlea, Cristian, Fundata, Ghimbav, Hălchiu, Holbav, Măgura, Moieciul de Jos, Moieciul de Sus, Peștera, Poiana Mărului, Predeal, Râșnov, Satu Nou, Simon, Sohodol, Șirnea, Tohanu Nou, Tohanu Vechi, Țânțari, Vlădeni, Vulcan și Zărnești.
2. Plasa Buzăul Ardelean (cu reședința la Întorsura Buzăului) cu localitățile: Barcani, Budila, Dobârlău, Întorsura Buzăului, Mărcuș, Sărămaș, Sita Buzăului, Teliu și Vama Buzăului.
3. Plasa Săcele (inițial denumită plasa Brașov, cu reședința la Prejmer) cu localitățile: Apața, Baciu, Bod, Cernatu, Crizbav, Feldioara, Hărman, Măieruș, Prejmer, Purcăreni, Rotbav, Satulung, Sânpetru, Tărlungeni, Turcheș și Zizin.

În 1925, suprafața județului a fost împărțită în patru plăși și comuna urbană Brașov:
1. Plasa Bârsa de Jos (cu reședința la Feldioara) cu comunele: Apața, Bod, Crizbav, Dobârlău, Feldioara, Hărman, Măeruș, Prejmer, Rotbav, Sânpetru, Teiu;
2. Plasa Bârsa de Sus (cu reședința la Codlea) cu comunele: Codlea, Cristian, Ghimbav, Hălchiu, Holbav, Râșnov, Satu Nou, Tânțari, Vlădeni, Vulcan;
3. Plasa Săcele (cu reședința la Satulung) cu comunele:  Baciu, Bărcani, Budila, Cernatu, Întorsura Buzăului, Purcăreni, Satulung, Sita Buzăului, Tărlungeni, Turcheș, Vama Buzăului și Zizin;
4. Plasa Zârnești (cu reședința la Zârnești) cu comunele: Bran-Poartă, Fondata, Măgura, Moieciul de Sus, Moieciul de Jos, Peștera, Poiana Mărului, Predeal, Simon, Sohodol, Șirnea, Tohanul Nou, Tohanul Vechi și Zârnești.

În 1929, județul Brașov este organizat din nou în trei plăși: 
1. Plasa Bran (cu reședința la Brașov) cu localitățile: Bran, Brașov, Codlea, Cristian, Fundata, Ghimbav, Hălchiu, Holbav, Măgura, Moieciul de Jos, Moieciul de Sus, Peștera, Poiana Mărului, Predeal, Râșnov, Satu Nou, Simon, Sohodol, Șirnea, Tohanu Nou, Tohanu Vechi, Țânțari, Vlădeni, Vulcan și Zărnești.
2. Plasa Buzăul Ardelean (cu reședința la Întorsura Buzăului) cu localitățile: Barcani, Budila, Întorsura Buzăului, Teliu și Vama Buzăului.
3. Plasa Săcele (cu reședința la Brașov) cu localitățile: Apața, Baciu, Bod, Cernatu, Crizbav, Feldioara, Hărman, Măieruș, Prejmer, Purcăreni, Rotbav, Satulung, Sânpetru, Tărlungeni, Turcheș și Zizin.

## Stemă
Potrivit descrierii aflată în Arhiva Statului din București, fondul Comisiei consultative heraldice, dosar nr. 14, stema județului se compune dintr-un scut cu fond roșu, având în centru Coroana de Oțel a României. Aceste simboluri semnifică extinderea autorității statului român asupra teritoriului ce, în Evul Mediu, era simbolizat printr-o coroană.

## Economie
Ca județ de munte, agricultura a fost slab dezvoltată în Brașov. O bună parte a terenurilor județului erau acoperite de culturi de cartofi, iar în zonele deluroase erau plantate livezi. O îndeletnicire de seamă era și creșterea animalelor (vite cornute, porcine).
Industria județului se concentra în orașul Brașov. În 1925 acesta avea centre de producție în industria chimică, metalurgică, de construcții, alimentară, textilă, de mașini, farmaceutică și ușoară. Zonele înconjurătoare excelau în industria metalurgică, extractivă, de construcții, alimentară, textilă și ușoară. Orașul Brașov era, de asemenea, centrul principal de desfacere al județului, pentru produsele locale.
Între bogățiile naturale ale județului se numărau apele minerale de la Zizin, cu conținut de bicarbonat de sodiu, fier, iod, și acid carbonic. Lignitul era exploatat la Prejmer, iar huila la Vulcan și Cristian.

## Învățământ
În 1925, în județ se aflau un liceu de stat pentru băieți și unul pentru fete, patru licee confesionale de băieți, un gimnaziu, șase școli medii, patru comerciale, o școală normală pentru educatoare, o școală de arte și meserii și o școală de stat pentru ucenici comerciali și industriali. Numărul școlilor primare de stat era 19 iar al celor confesionale 53 (din care române: 17 ortodoxe și 3 romano-catolice; germane: 2 romano-catolice și 18 lutherane; maghiare: 2 reformate și 10 lutherane; israelite: 1)

## Populație
Recensământul din 1920 a numărat 101.953 persoane (adică aproximativ 68 locuitori/km²), dintre care 36.138 români, 33.584 unguri, 30.281 sași, 1.560 evrei, 390 alte naționalități.
Conform datelor recensământului din 1930 populația județului era de 168.125 de locuitori, din care: 49,9% români, 26,6% maghiari, 19,8% germani, ș.a. Din punct de vedere confesional, 48,8% erau ortodocși, 27,8% lutherani, 9,9% romano-catolici, 7,6% reformați, 2,4% greco-catolici, 1,7% mozaici ș.a.

### Mediul urban
În anul 1930 populația urbană a județului era de 59.232 locuitori, dintre care 39,3% maghiari, 32,7% români, 22,0% germani, 3,8% evrei ș.a. Ca limbă maternă în mediul urban domina maghiara (42,2%), urmată de română (32,7%), germană (22,4%), idiș (0,9%) ș.a. Din punct de vedere confesional orășenimea era alcătuită din 30,0% ortodocși, 22,3% romano-catolici, 22,0% lutherani, 13,9% reformați, 4,4% mozaici, 3,5% greco-catolici, 3,2% unitarieni ș.a.

## Materiale documentare

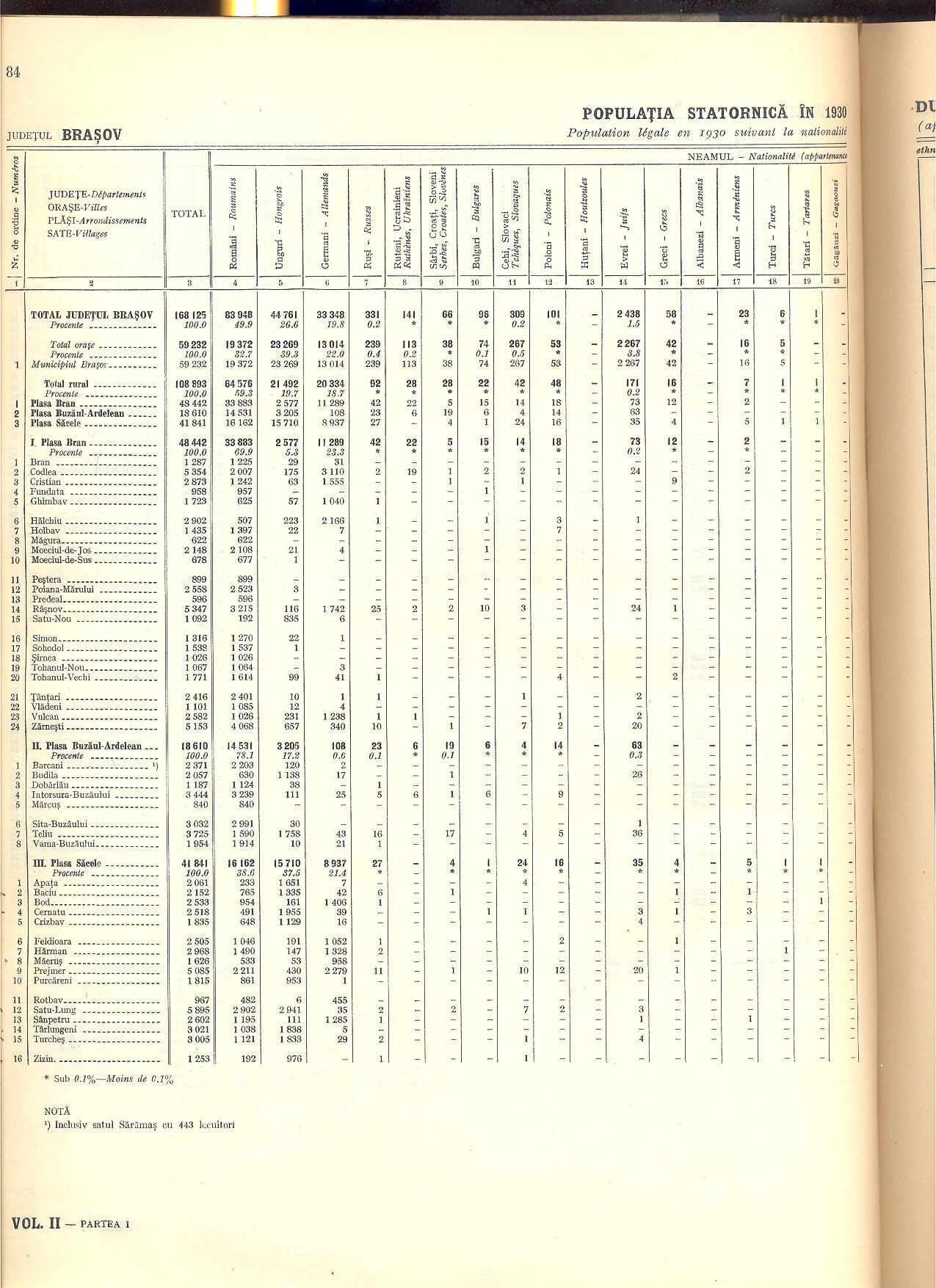
Populația județului în anul 1930, după etnie și limbă maternă
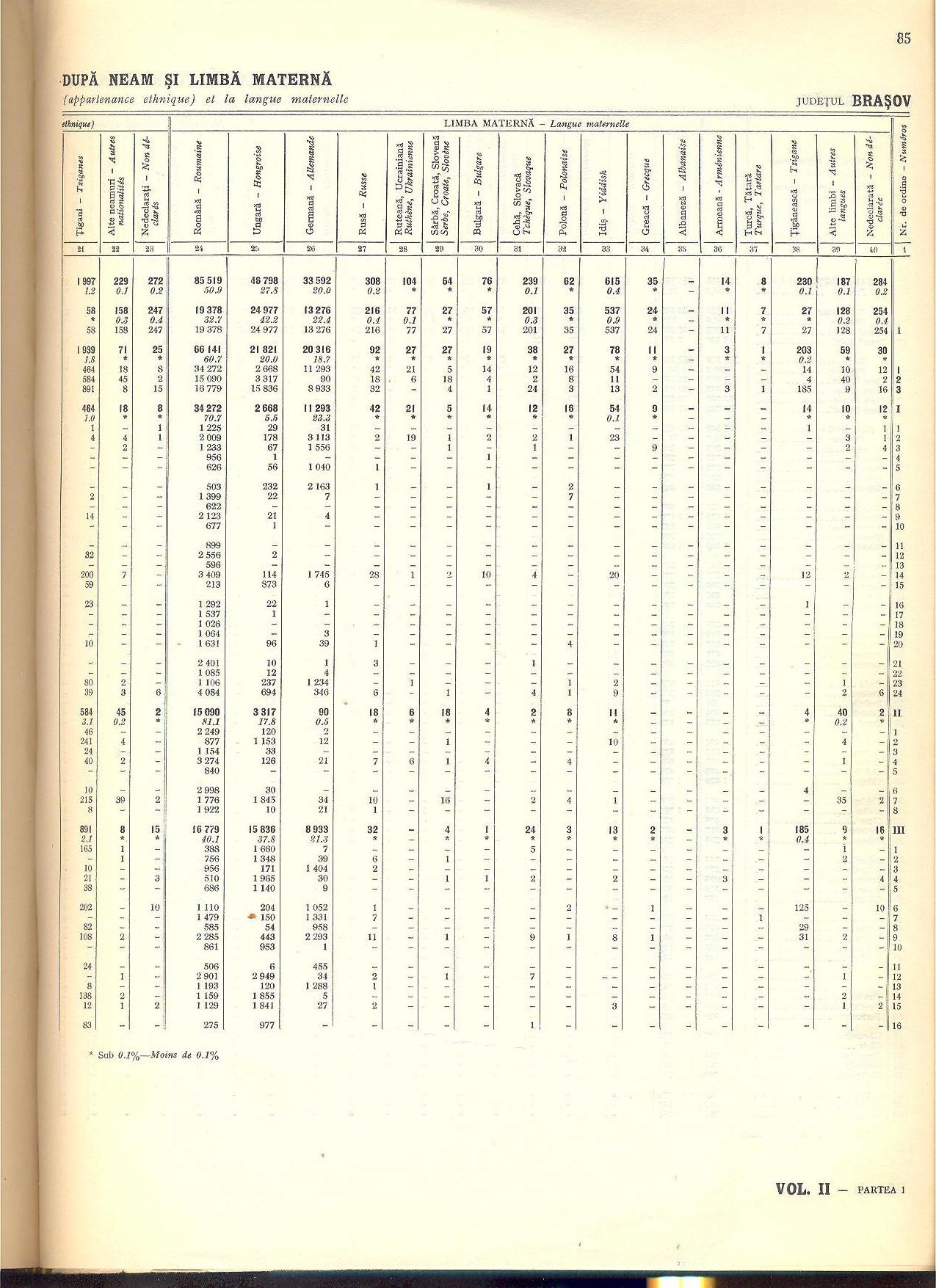
Populația județului în anul 1930, după etnie și limbă maternă
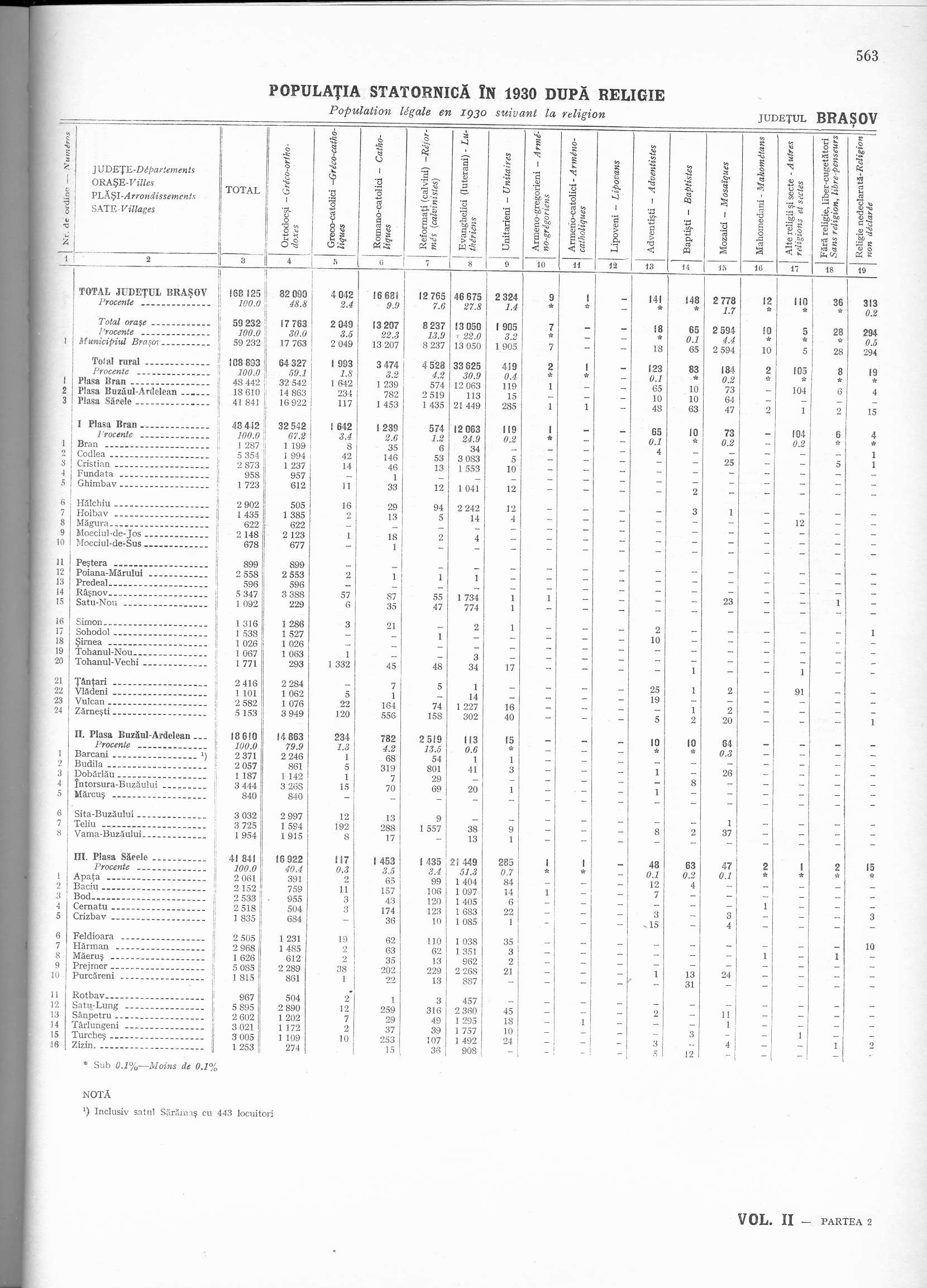
Populația județului în anul 1930, după religie